# کارولینا کلیفت
کارولینا کلیفت (سوئدی: Carolina Klüft; تلفظ سوئدی: [klʏft] زادهٔ ۲ فوریهٔ ۱۹۸۳) ورزشکار بازنشستهٔ دو و میدانی اهل سوئد است. او در ماده‌های پرش سه‌گام، پرش طول، هفت‌گانه و پنجگانه رقابت می‌کرد و قهرمان المپیک ۲۰۰۴ در ماده هفت‌گانه و همچنین قهرمان سه دوره جهان و دو دوره قهرمانی اروپا در همین ماده بود.